# Asiopsocus sonorensis
Asiopsocus sonorensis är en insektsart som beskrevs av Edward L. Mockford och Garcia Aldrete 1976. Asiopsocus sonorensis ingår i släktet Asiopsocus och familjen Asiopsocidae. Inga underarter finns listade i Catalogue of Life.